# Heneb
Heneb és un cràter sobre la superfície del planeta nan Ceres, situat amb el sistema de coordenades planetocèntriques a 13.04 ° de latitud nord i 193.5 ° de longitud est. Fa un diàmetre de 39 km. El nom va ser fet oficial per la UAI el primer d'octubre del 215 i fa referència a Heneb, divinitat a de cereals, fruites i hortalisses, i vinyes de la mitologia egípcia.